# Kees Boot
Kees Boot, né le 26 mars 1970 à Dronten, est un acteur et chanteur néerlandais.

## Filmographie

### Cinéma
- 2000 : Leak de Jean Van de Velde : Agent Kees[2]
- 2008 : Morrison krijgt een zusje de Barbara Bredero : Motoragent[3]
- 2008 : Les Chevaliers du roi de Pieter Verhoeff : Jaro[4]
- 2009 : De Indiaan de Ineke Houtman[5]
- 2010 : Saint de Dick Maas : Le rechercher 1
- 2011 : My Grandpa, the Bankrobber de Ineke Houtman[6]
- 2011 : The Gang Of Oss de André van Duren : Minister Kolfschoten[7]
- 2012 : Zombibi de Martijn Smits et Erwin van den Eshof : Bakels[8]
- 2014 : Go Daan Go! de Mari Sanders : Zwemmeester[9]
- 2014 : Painkillers de Tessa Schram : Vader Sofie[10]
- 2014 : Heart Street de Sanne Vogel : Lucas[11]
- 2015 : The Escape de Ineke Houtman : Paul[12]
- 2016 : Prey de Dick Maas[13]

### Téléfilms
- 1995 : Baantjer : Jacob
- 1998 : Combat : Ronnie Steenbeek
- 1999 : Baantjer : Steven Goudsmit
- 2000-2001 : All Stars (nl) : Johnny Meeuwse
- 2003 : Baantjer : Karel Doedens
- 2005-2007 : Hotnews.nl (nl) : Leo
- 2006 : De Afdeling (nl) : Kevin
- 2006 : Koppensnellers (nl) : Henk ten Cate
- 2007 : Boks (nl)
- 2007 : Koppensnellers (nl) : Ron Breedveld
- 2007 : Spoorloos Verdwenen (nl) : Chris Verwoerd
- 2009 : Floor Faber (nl) : Gerard
- Depuis 2011 : SpangaS : Leo Boogaarts
- 2011 : Flikken Maastricht : Willy Zoer
- 2012 : Wat als? (nl) :
- 2012 : Iedereen is gek op Jack (nl) : Rob
- 2013 : Van Gogh: een huis voor Vincent : John van Leeuwen
- 2013 : Overspel (seizoen 2) : Le rechercher
- 2014 : Heer & Meester (nl) : Jean-Paul van Garderen
- 2015 : Dokter Tinus : Korporaal Hartemink
- 2016 : Flikken Rotterdam (nl) : Hunter Vaals
- 2016 : Als de dijken breken (nl) : Sandy / Stanley
- 2017 : Moordvrouw : Peter
- 2017 : De 12 van Oldenheim (nl) : Arend Boshuizen

## Théâtre

### Pièces et comédies musicales
- 2002-2003 : Popcorn : Wayne Hudson
- 2006-2007 : Aan het einde van de regenboog : Mickey
- 2006-2007 : One Flew Over the Cuckoo's Nest : Martini
- 2006-2007 : Alexander : Alexander
- 2006-2009 : Ciske de Rat : Vader Frans Vrijmoeth
- 2010-2011 : Petticoat (comédie musicale) (nl) : 	Fred Wieger
- 2013-2014 : Liefde Half Om Half :	Peter de Boer
- 2014-2015 : Hij Gelooft in Mij (nl) : Jan van Galen
- 2015-2016 : De Tweeling :	François
- 2017 : De Marathon (nl) : Leo